# Aeroporto Internacional de Cracóvia-Balice
O Aeroporto Internacional São João Paulo II de Cracóvia-Balice (em polonês/polaco:  Międzynarodowy Port Lotniczy im. Sw. Jana Pawła II Kraków–Balice (IATA: KRK, ICAO: EPKK)), é um aeroporto internacional localizado no sul da Polônia, na vila de Balice a 11 km (6,8 mi) do centro de Cracóvia. Em 2018 o aeroporto movimentou 6,769,369 passageiros,sendo o segundo maior aeroporto do país, tanto em termos de número de passageiros como em número de operações de voo.
É o aeroporto mais próximo do campo de concentração de Auschwitz para quem chega por via aérea. 

## Ligação externa
- «Sítio oficial» (em inglês)